# Nephrotoma atrohirsuta
Nephrotoma atrohirsuta is een tweevleugelige uit de familie langpootmuggen (Tipulidae). De soort komt voor in het Australaziatisch gebied.